# Рубежка (приток Петенки)
Рубежка — река в России, протекает по Порховскому району Псковской области. Длина реки — 18 км, площадь водосборного бассейна — 83,4 км².
Истоком реки является малое озеро Гусинское, лежащее посреди заболоченного осиново-елового леса. Река течёт в северо-западном направлении через деревню Хлуполово, затем по оврагу с крутыми берегами высотой до 14 метров. Устье реки находится в 30 км по правому берегу реки Петенки напротив деревни Лютые Болоты.

## Данные водного реестра
По данным государственного водного реестра России относится к Балтийскому бассейновому округу, водохозяйственный участок реки — Великая. Относится к речному бассейну реки Нарва (российская часть бассейна).
Код объекта в государственном водном реестре — 01030000212102000029294.